# Самородный мышьяк
Саморо́дный мышья́к — минерал класса самородных элементов. Состав: As. Обычно содержит примеси Sb, Ag, Fe, Ni, S и проч.

## Общее описание
Сингония тригональная. Молекулярная структура слоистая. Кристаллы ромбоэдрические или псевдокубические. Характерные плотные натечные агрегаты. Цвет оловянно-белый, быстро темнеет до коричневого и серовато-черного. Блеск в свежем изломе металлический, чаще матовый. Спайность в одном направлении совершенна, излом зернистый. Твердость 3,5. Плотность 5,63—5,78 г/см³. Хрупкий. Диамагнитный. Встречается редко, главным образом в гидротермальных месторождениях — как в первичных рудах, так и в рудах зоны окисления и цементации. Ассоциирует с пруститом, пираргиритом, аргентитом, сафлоритом, смальтином, никелином, блеклыми рудами, сфалеритом.

## Безопасность
Как и сам мышьяк, так и все соединения и минералы, его содержащие, ядовиты. При работе с этими веществами необходимо соблюдать технику безопасности. Мелкодисперсная пыль очень опасна, контакт незащищённой кожи с минералом может быть смертельным, потому обязательно использовать перчатки.